# Åskilje
Åskilje (umesamisch Jeanoejåakoe) ist ein Ort (småort) in der schwedischen Provinz Västerbottens län, in der historischen Provinz (landskap) Lappland, größtenteils in der Gemeinde Storuman.
Der Ort liegt etwa 55 km nordwestlich Lycksele am Fluss Ume älv. Ein kleiner Teil des Ortes befindet sich  auf dem Territorium der östlichen Nachbargemeinde Lycksele (6 Einwohner auf einer Fläche von 5 Hektar, 2015).
Åskilje liegt an der Bahnstrecke Hällnäs–Storuman. Regelmäßiger Personenverkehr findet hier allerdings nicht mehr statt. Durch den Ort führt die Europastraße 12.